# 470 Kilia
470 Kilia eller 1901 GJ är en asteroid i huvudbältet, som upptäcktes den 21 april 1901 av den italienske astronomen Luigi Carnera. Den har fått sitt namn efter den tyska staden Kiel.
Asteroiden har en diameter på ungefär 27 kilometer.